# Kabinett Segni I
Das Kabinett Segni I wurde am 6. Juli 1955 durch Ministerpräsident Antonio Segni gebildet und befand sich bis zum 18. Mai 1957 im Amt. Es löste das Kabinett Scelba ab und wurde durch das Kabinett Zoli abgelöst.

## Kabinett

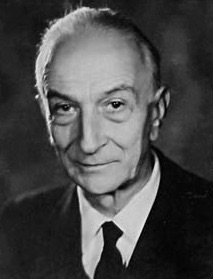
Antonio Segni

Dem Kabinett gehörten folgende Minister an:
| Amt | Name                                   | Parlamentsmandat        | Anmerkungen |
| --- | -------------------------------------- | ----------------------- | --- |
| Ministerpräsident                                                                                               | Antonio Segni                          | Camera dei deputati     | |
| Vize-Ministerpräsident                                                                                          | Giuseppe Saragat                       | Camera dei deputati     | |
| Minister beim Ministerpräsidenten                                                                               | Pietro Campilli                        | Camera dei deputati     | zugleich Vorsitzender des Ministerausschusses für die Angelegenheiten von Süditalien und Vorsitzender des Ministerausschusses für Arbeiten von besonderem öffentlichen Interesse in Mittel- und Norditalien |
| Minister ohne Geschäftsbereich für die Beziehungen zum Parlament                                                | Raffaele De Caro                       | Camera dei deputati     | |
| Minister ohne Geschäftsbereich für die Reform der öffentlichen Verwaltung und für die Ausführung der Verfassung | Guido Gonella                          | Camera dei deputati     | |
| Außenminister                                                                                                   | Gaetano Martino                        | Camera dei deputati     | |
| Innenminister                                                                                                   | Fernando Tambroni                      | Camera dei deputati     | |
| Justizminister                                                                                                  | Aldo Moro                              | Camera dei deputati     | |
| Haushaltsminister                                                                                               | Ezio Vanoni Adone Zoli                 | Senato della Repubblica | Vanoni: Amtszeit 6. Juli 1955 bis 16. Februar 1956 zugleich Mitglied des Ministerausschusses für Arbeiten von besonderem öffentlichen Interesse in Mittel- und Norditalien Zoli: Amtszeit 19. Februar 1956 bis 18. Mai 1957 zugleich Mitglied des Ministerausschusses für Arbeiten von besonderem öffentlichen Interesse in Mittel- und Norditalien                                                                 |
| Finanzminister                                                                                                  | Giulio Andreotti                       | Camera dei deputati     | |
| Schatzminister                                                                                                  | Silvio Gava Adone Zoli Giuseppe Medici | Senato della Repubblica | Gava: Amtszeit 6. Juli 1955 bis 29. Januar 1956 zugleich Mitglied des Ministerausschusses für Arbeiten von besonderem öffentlichen Interesse in Mittel- und Norditalien Zoli: kommissarische Amtsführung 30. Januar bis 16. Februar 1956 Medici: Amtszeit 19. Februar 1956 bis 18. Mai 1957 zugleich Mitglied des Ministerausschusses für Arbeiten von besonderem öffentlichen Interesse in Mittel- und Norditalien |
| Verteidigungsminister                                                                                           | Emilio Paolo Taviani                   | Camera dei deputati     | |
| Minister für öffentlichen Unterricht                                                                            | Paolo Rossi                            | Camera dei deputati     | |
| Minister für öffentliche Arbeiten                                                                               | Giuseppe Romita                        | Camera dei deputati     | zugleich Mitglied des Ministerausschusses für Arbeiten von besonderem öffentlichen Interesse in Mittel- und Norditalien |
| Minister für Landwirtschaft und Forsten                                                                         | Emilio Colombo                         | Camera dei deputati     | zugleich Mitglied des Ministerausschusses für Arbeiten von besonderem öffentlichen Interesse in Mittel- und Norditalien |
| Verkehrsminister                                                                                                | Armando Angelini                       | Camera dei deputati     | |
| Minister für Post und Telekommunikation                                                                         | Giovanni Braschi                       | Senato della Repubblica | |
| Minister für Industrie und Handel                                                                               | Guido Cortese                          | Camera dei deputati     | zugleich Mitglied des Ministerausschusses für Arbeiten von besonderem öffentlichen Interesse in Mittel- und Norditalien |
| Minister für Arbeit und Sozialversicherung                                                                      | Ezio Vigorelli                         | Camera dei deputati     | zugleich Mitglied des Ministerausschusses für Arbeiten von besonderem öffentlichen Interesse in Mittel- und Norditalien |
| Außenhandelsminister                                                                                            | Bernardo Mattarella                    | Camera dei deputati     | |
| Minister für die Handelsmarine                                                                                  | Gennaro Cassiani                       | Camera dei deputati     | |
| Minister für staatliche Beteiligungen                                                                           | Giuseppe Togni                         | Camera dei deputati     | Beginn der Amtszeit am 20. März 1957 |
| Hochkommissar für Hygiene und öffentliche Gesundheit                                                            | Tiziano Tessitori                      | Senato della Repubblica | Beginn der Amtszeit am 7. Juli 1955 |